# Luděk Nečesaný
Luděk Nečesaný (* 14. listopadu 1970) je český lékař, manažer, obchodník a politik, bývalý generální ředitel Krajské nemocnice Liberec.

## Studium a profesní kariéra
Vystudoval Lékařskou fakultu v Hradci Králové.
V letech 1997 až 2003 pracoval pro farmaceutickou firmu B. Braun Medical. V letech 2003 až 2004 byl zaměstnancem Klaudiánovy nemocnice v Mladé Boleslavi. V letech 2005 až 2007 působil jako obchodní zástupce B. Braun Medical v oblasti ortopedie. V letech 2007 až 2011 byl generálním ředitelem Krajské nemocnice Liberec. Od září 2011 do března 2013 působil jako ředitel Karlovarské krajské nemocnice. Od srpna 2013 do prosince 2017 byl opět generálním ředitelem Krajské nemocnice Liberec.

## Kandidát na primátora Liberce
V roce 2010 do liberecké TOP 09 krátce před komunálními volbami vstoupilo mnoho nových členů spojených s jedním podnikatelem a Nečasný byl zvolen kandidátem na primátora Liberce. V době kampaně byl kritizován, že za peníze nemocnice dal vytisknout informační brožuru v několika set tisícovém nákladu, která vypadal jako předvolební propagační materiál a kterou zpracoval tehdejší tvůrce kampaně a PR poradce Jiřího Kittnera Zdeněk Soudný. V souvislosti s příchodem této nové vlny členů byli ze strany vyloučeni také někteří původní regionální představitelé jako exprimátor Jiří Ježek. To se nelíbilo části místní organizace a její zmocněnec Karel Forejt před svým vyloučením stáhl Načesaného a několik dalších kandidátů z kandidátky těsně před volbami.
Vedení strany nakonec rozhodlo stáhnout celou kandidátku pro komunální volby 2010 a podpořilo uskupení Liberec občanům složené z SLK, KDU-ČSL a nezávislých kandidátů. Na konci dubna 2011 ze strany vystoupil a z politiky se nadobro stáhl.

## Rodina
Je ženatý s manželkou Šárkou, která provozuje kosmetický a kadeřnický salon.
Mají spolu dva syny, jeden z nich, Lukáš byl v únoru 2013 odsouzen ke 13 letům vězení za pokus o vraždu. Nejvyšší soud ale rozsudek zrušil pro nedostatek důkazů a případ vrátil k novému projednání krajskému soudu v Hradci Králové. Dne 31. srpna 2016 odvolací soud odvolání Lukáše Nečesaného zamítl a potvrdil mu původní 13letý trest. I tento rozsudek byl posléze zrušen a zproštěn obžaloby byl Lukáš Nečesaný v březnu 2019. V dubnu 2023 mu již pod změněným příjmením pražský městský soud potvrdil přiznání náhrady újmy ve výši 1,57 milionu Kč a úroky z prodlení za nezákonné stíhání a za dva roky ve vězení (již předtím mu ministerstvo vyplatilo 1,2 milionu Kč).

## Obvinění
V červnu 2015 Nečesaného obvinila protikorupční policie z braní úplatků a jeho manželku z toho, že legalizovala výnosy z trestné činnosti. Oba byli vyšetřováni na svobodě.
Obvinění souvisí mj. s údajným předražením dvou zakázek na vybavení kardiocentra a traumacentra liberecké nemocnice. Oba byli obžalování spolu s manažerem společnosti MedicCor (viz níže).
Podle obžaloby se trestné činnosti Nečasný dopouštěl v roce 2007 až 2010, když úplatky měl dostávat prostřednictvím společnosti SARMED spol. s r.o., kterou ovládala jeho manželka Šárka. Tato společnost podle obžaloby navázala fiktivní spolupráci se společnostmi, kterým za obdržené finanční prostředky neposkytla žádné či odpovídající protiplnění. Mělo jít o společnosti Medtronic Czechia (10,38 mil. Kč), B. Braun Medical (9,07 mil. Kč), NT Medical (1,78 mil. Kč) a MedicCor (870 tis. Kč). Společnost Sarmed následně vyplácela Nečasné mzdu ve výši 250 tis. Kč měsíčně, když dalších 12,8 mil. Kč jí bylo vyplaceno na odměnách. Také Nečasnému bylo vyplaceno 250 tis. Kč. V roce 2010 společnost zakoupila automobil Audi Q5 za 1,3 mil. Kč a dům v Liberci za 5,6 mil. Kč.
Společnost B. Braun Medical měla kvůli smlouvě se společností Sarmed potíže s finančním úřadem, který odmítl po daňové kontrole uznat náklad, který firma vykázala jako plnění od Sarmedu, když zpochybnil, že by Nečesaná byla způsobilá poskytovat firmě informace ze zdravotnictví.
Obžaloby z tohoto provinění jej 26. srpna 2020 pravomocně zprostil Vrchní soud v Praze, když zamítl odvolání státního zástupce proti předchozímu zprošťujícímu rozsudku krajského soudu.